# Obrońca z urzędu
Obrońca z urzędu – obrońca oskarżonego lub podejrzanego przydzielany przez sąd, wyznaczony spośród osób uprawnionych do wykonywania funkcji obrońcy w danym okręgu sądowym. Ustanowienie obrońcy z urzędu może mieć miejsce zarówno w postępowaniu przed sądem, jak i na etapie postępowania przygotowawczego. 
Przydział obrońcy następuje:
- na wniosek strony, gdy nie może ona sama pokryć kosztów obrony[2],
- z urzędu (obrona obligatoryjna) na podstawie kodeksu postępowania karnego, gdy osoba jest małoletnia, ubezwłasnowolniona lub zachodzi podejrzenie zaburzeń psychicznych[3].